# Aeroporto de Franca
O Aeroporto Estadual de Franca - Tenente Lund Presotto é um aeroporto brasileiro localizado no município de Franca, na região nordeste do estado de São Paulo, próximo à divisa com o estado de Minas Gerais. 
No dia 15 de julho de 2021, o aeroporto foi arrematado pelo Consórcio Voa SE (Sudeste), pertencente à Rede Voa, juntamente com outros aeroportos do interior paulista, no mesmo bloco. Sob regulação da Agência Reguladora de Serviços Públicos Delegados de Transporte do Estado de São Paulo (ARTESP), sua concessão privada teve início em 5 de fevereiro de 2022, com uma duração de 30 anos.
  

O aeroporto recebe seu nome em homenagem ao aviador francano Lund Presotto. Conforme o Regulamento Brasileiro de Aviação Civil (RBAC), em 2018, estava categorizado como Classe I‐A. 

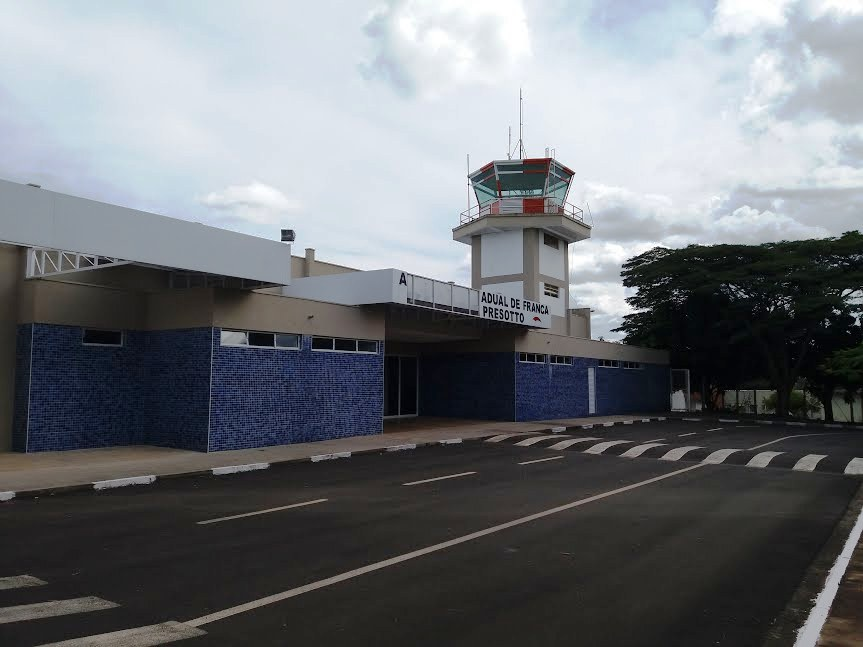
Entrada do Aeroporto de Franca (2018)

## História
A história da aviação em Franca inicia-se com a inauguração do Aeroclube de Franca em 10 de novembro de 1939 pelo então prefeito municipal, Dr. João Ribeiro Conrado, que também foi o seu primeiro presidente, juntamente com figuras importantes da cidade. Na época, o aeroclube foi construído onde hoje é o Distrito Industrial Antônio Della Torre, permanecendo no local por cerca de 40 anos antes de ser transferido, na década de 1980, para a zona sul da cidade.
Durante anos, o aeroporto passou por diversas reformas e melhorias, sendo a principal delas a ampliação da pista de pouso e decolagem, realizada entre 1989 e 1990, que quase dobrou seu tamanho.
Em junho de 2007, o Aeroporto começou a passar por reformas e melhorias, incluindo uma restauração do pavimento asfáltico. Em maio de 2008, foi realizada outra reforma importante, com o fechamento de toda a área patrimonial com alambrado padrão ICAO. Em 2009, o aeroporto foi restaurado e recebeu recapeamento completo do sistema de pistas, pátios, acessos e obras complementares.
Entre novembro de 2012 e julho de 2014, foram realizadas várias obras, incluindo a construção do turnaround, ampliação do pátio de aeronaves e dos acessos, ampliação do estacionamento de veículos, adequação das pistas de rolamento, reforma e ampliação do terminal de passageiros, reforma da SCI (Seção Contra Incêndio), construção da USE (Unidade de Serviços e Equipamentos), além de calçadas e urbanização.
Entre 2016 e 2019, foram executadas reformas adicionais, incluindo a medição de atrito e macrotextura nas pistas de pouso e decolagem, revitalização de dispositivos de segurança e operacionais, reparos no terminal de passageiros, além de serviços de engenharia e recuperação do alambrado patrimonial. Também foram realizadas melhorias na malha viária ao redor do aeroporto.
Em seguida, um projeto tramitado na Câmara Municipal de Franca propôs a reconfiguração da Avenida Euclides Vieira Coelho, localizada na cabeceira da pista 23 do aeroporto, e como via de ligação entre os bairros Aeroporto I e Jardim Aviação. A avenida foi tema de discussões devido ao elevado tráfego de veículos e à necessidade de manter a área sem iluminação, em razão das operações de pouso e decolagem.
O terminal retomou suas operações em 28 de outubro de 2019, após 11 anos sem voos comerciais conectando Franca à capital paulista, registrando um aumento de 4,5% no movimento de passageiros nos primeiros três meses de serviço. O fluxo de passageiros nos terminais do aeroporto aumentou para 3.111, em contraste com os 2.977 do ano anterior. Foram disponibilizados 4 voos diários e 20 semanais para a capital paulista, com a Gol Linhas Aéreas operando em parceria com a companhia TwoFlex no município, mas, as operações acabaram suspensas em decorrência da pandemia de COVID-19.
Em 2022, o terminal passou a ser operado sob concessão privada pela Rede VOA, após leilão realizado na Bolsa de Valores B3 em São Paulo no ano anterior, quando o consórcio arrematou dois blocos (Noroeste e Sudeste), contendo 22 terminais paulistas. Dentre os investimentos iniciais previstos nos editais, a revitalização dos espaços e das pistas de voo ficaria a cargo dos primeiros cinco anos de administração. No mesmo ano, uma obra de duplicação da Avenida Euclides Vieira Coelho, foi aprovada pelo CINDACTA, autorizando a instalação de postes com iluminação LED em altura compatível com as exigências do aeródromo. A execução da obra foi finalizada em meados de 2024.

### Área de abrangência
O Aeroporto de Franca atende toda a Aglomeração Urbana de Franca, porém sua abrangência se expande até outros estados com o sul de Minas Gerais, pois Franca faz divisa com esse estado, impactando aproximadamente 1 milhão de habitantes.[carece de fontes?]

## Concessão à iniciativa privada
Em 2019, a empresa norte-americana IOS Partners, juntamente com sua equipe de consultores do DAESP, realizou estudos técnicos no Aeroporto de Franca para definir o modelo a ser adotado pelo governo estadual na desestatização do aeroporto.
Durante o ano de 2020, o então Governador do Estado de São Paulo, João Doria, decidiu privatizar todos os aeroportos administrados pelo Departamento Aeroviário do Estado de São Paulo (DAESP), incluindo o Aeroporto Tenente Lund Presotto. Ao todo, seriam 20 aeroportos privatizados em todo o estado, visando reduzir custos e melhorar os serviços. Melhorias no aeroporto também foram anunciadas antes de sua privatização, e devido a baixa presença de moradias em seu entorno, o mesmo não necessitaria de desapropriações.
Após o início da concessão com a Rede VOA, em 2022, o aeroporto foi reinaugurado em 17 de março de 2023, após melhorias realizadas pela concessionária. Na ocasião, foram anunciados também investimentos adicionais de R$ 3,9 milhões, que seriam aplicados nos quatro primeiros anos da concessão. No ano seguinte, a ARTESP anunciou que os voos comerciais entre Franca e o Aeroporto de Guarulhos seriam retomados diariamente e ofertados pela Gol Linhas Aéreas. Sob a concessão, também foi anunciada a aplicação de investimentos adicionais de R$ 3,9 milhões.